# ザ・ネバーズ
『ザ・ネバーズ』(The Nevers) はHBOのため、ジョス・ウェドンによって製作されたアメリカ合衆国のSFドラマシリーズである。12話からなるシリーズは、2021年4月11日より前半の6話が放送された。後半6話は2022年に放送予定であったが、2022年12月12日に打ち切りが発表された。
シリーズは19世紀末、ビクトリア時代のロンドンを舞台とし、主に女性からなる『タッチト』と呼ばれる超能力者たちを描く。
日本ではU-NEXTが配信する。

## 登場人物

### メイン
※括弧内は日本語吹替。
- ゼファー・アレクシス・ナヴィーン/アマリア（モリー）・トルー : ローラ・ドネリー（英語版）（坂本真綾） - 少し先の未来を見ることができるタッチト、タッチトのための救護院を経営する[3]
  - クラウディア・ブラック（英語版） - 未来で惑星防衛連合軍の兵士ストライプであった時のゼファー[4]
- ペナンス・アデア : アン・スケリー（英語版）（早見沙織） - アマリアの親友で電気エネルギーの流れを見ることができ、発明の才のあるタッチト[5][6]
- ラヴィニア・ビドロー : オリヴィア・ウィリアムズ - タッチトのための救護院の後援者である富豪の女性[5][6]
- ヒューゴ・スワン : ジェームズ・ノートン（諏訪部順一）- 全性愛の富豪で、クラブの経営者
- オーガスタス(オーギー)・ビドロー : トム・ライリー（英語版）（小西克幸）- ラヴィニアの弟、鳥に乗り移ることのできるタッチトであることを隠す[5][6]
- ギルバート・マッセン卿 : ピップ・トレンス（英語版） - 元軍人の貴族。[5][6]
- エドムンド・ヘイグ : デニス・オヘア – アメリカ人の外科医[5][6]
- アニー・カービー（ボンファイヤー・アニー） : Rochelle Neil - 火球を作るタッチト、マラディの手下[5][6]
- マラディ/サラ : エイミー・マンソン（朴璐美） – 連続殺人犯のタッチト。記者のエフィー・ボイルを偽装する。[5][6] [7]
- ホレイショ・カズンス : ザカリー・モモー（英語版）（細谷佳正） - 西インド諸島出身の医師のタッチト[5][6]
- メアリー・ブライトン : エレノア・トムリンソン（日笠陽子） – タッチトだけに聞こえる歌を歌うタッチト[5][6]
- デクラン・オルン : ニック・フロスト - ロンドン最下層の犯罪者たちを仕切る「貧民王」[5][6]
- ルーシー・ベスト : Elizabeth Berrington - 物を壊すタッチト[8]
- マートル・ハプリッシュ : Viola Prettejohn – あらゆる言語を理解できるが口から出る言語は制御できずランダムに変化するタッチト[8]
- プリムローズ :  Anna Devlin – 身長3メーターの少女のタッチト[8]
- ハリエット・カウル : Kiran Sonia Sawar - 物をガラスに変えるシク教徒 のタッチト[8]
- フランク・マンディ : ベン・チャップリン（山路和弘） – ロンドン警視庁警部[5][6]
- デジレ・ブロジェット : Ella Smith - 他人に秘密を話させる力を持つ娼婦のタッチト[8]
- ニンブル・ジャック: Vinnie Heaven - 浮かぶ円盤を出現させる盗賊のタッチト.[9]

### リカーリング
- オディウム : Martyn Ford - 貧民王の手下。水に浮くタッチト。[8]
- カーネル : Mark Benton -マラディの手下。人を説得する力を持つタッチト。
- クルース : David Garrick - マラディの手下。右腕から銃弾を放つタッチト。

## あらすじ
未来の荒廃した地球にはエイリアン「ガランティ」が現れるも、人類は二手に分かれて争い、ガランティを殺す。絶望して自殺した兵士ゼファーの意識は最後のガランティに運ばれ、過去をさかのぼって1896年のロンドンで自殺を図ったアマリア・トルーの中に入る。ガランティの影響で、「タッチト」と呼ばれる超能力者が出現する。
1899年、アマリア（ゼファー）は親友の発明家ぺナンスとともに、社会から疎外されるタッチトを保護する救護院を経営する。政府はタッチトを危険視する。謎の勢力がタッチトを連続して殺害する。タッチトの一人マラディは犯罪者となっている。アマリアはガランティを探す。

## エピソード
| Part 1 |                                |                    |                  |               |       |
| 1 | "タッチト" "Pilot"             | ジョス・ウェドン   | ジョス・ウェドン | 2021年4月11日 | 0.548 |
| 1899年のロンドンで、未亡人のアマリア・トルーは、超能力を持つゆえに社会から疎外される『タッチト』と呼ばれる人々のための救護院を運営する。アマリアと発明の才を発揮するタッチトのぺナンス・アデアは多言語を話す少女マートルを引き取りに行き、謎の男たちの襲撃から救う。マッセン卿ら政府の要人たちは、タッチトの影響を話し合う。オーギー・ビドローは友人のヒューゴ・スワンを訪ね、オペラ座への同行を頼む。アマリアは救護院の後援者のラヴィニア・ビドローからオペラ座への招待状を受け取る。アマリアとぺナンスを貧民王が訪ねる。オペラ座の舞台では、タッチトのマラディが殺人を犯し、タッチトを歌声でなだめることのできるメアリー・ブライトンを誘拐する。アマリアは後を追うが取り逃がす。フランク・マンディ警部が事件を捜査する。どこか別の場所で、ヘイグ医師がタッチトを生体解剖する。1896年のフラッシュバックで、タッチトを生み出すことになった謎の飛行物体がロンドンに現れる。飛行物体が姿を消して人々は事件を忘れるが、マラディだけは記憶を保つ。 |                                |                    |                  |               |       |
| 2 | "さらけ出された力" "Exposure"  | ジョス・ウェドン   | Jane Espenson    | 2021年4月18日 | 0.561 |
| ベス・カッシーニは物を浮上させるタッチトの力に目覚め、救護院のパンフレットを見る。マンディ警部が救護院を家宅捜索するがマラディの手掛かりは見つけられない。ラヴィニアが介入して捜索を止めさせ、タッチトたちの評判を高めるために上流階級の慈善パーティーに招く。マッセンはスワンが経営するクラブでタッチトたちを雇っていることを警告する。他人に秘密を明かさせる力を持つタッチトのデジレ・ブロジェットが救護院を訪れ、アマリアはデジレを用いてメアリーと結婚するはずであったことをマンディに告白させる。ラヴィニアのパーティーで、オーギーは自分が鳥に乗り移るタッチトであることをぺナンスに告白する。だがラヴィニアは弟がタッチトと親しくすることを好まない。ぺナンスは救護院に戻る途中マラディの手下に捕らえられる。アマリアは予知能力でマラディが廃工場にいることを知って単身向かう。旧知の仲であるアマリアとマラディは戦い、マラディはぺナンスとメアリーの命のいずれかをアマリアに選ばせようとするも、アマリアは自分を撃って選択を回避する。ロンドン警視庁が廃工場を襲い、メアリーとぺナンスを救い出すも、マラディは逃げる。ホレイショ・カズンス医師がアマリアを治療する。ベスは偽の救護院に助けを求めて捕らえられ、ヘイグ医師のもとに連れてこられる。ラヴィニアがヘイグ医師のもとを訪れて輝く珠を見せられる。 |                                |                    |                  |               |       |
| 3 | "集結" "Ignition"              | デヴィッド・セメル | Kevin Lau        | 2021年4月25日 | 0.448 |
| アマリアとぺナンスは消えたマラディの手下アニー・カービーを仲間にしようとするが断られる。カズンスは操られてマラディを治療する。マンディはスワンに呼び出され、二人が救護院の家宅捜索を仕組んだことが明らかになる。マラディの手下クルースが釈放される。アマリアとルーシーは偽の救護院に踏み込み、マートルを襲った謎の男たちの一人を倒し、タッチトを始末していた証拠をラヴィニアに見せる。帰り道に貧民王の手下オディウムに襲われるも撃退する。メアリーはぺナンスの製作した増幅器に向かい歌を歌う。クルースがメアリーを殺した後、マンディに殺される。救護院には、歌を聞いたアニーら多数のタッチトがやって来る。 |                                |                    |                  |               |       |
| 4 | "それぞれの役割" "Undertaking" | デヴィッド・セメル | Madhuri Shekar   | 2021年5月2日  | 0.515 |
| アマリアやアニーらはメアリー殺害の背景を探る。マートルがメアリーの歌を理解したことを知り、プリムローズとハリエットは外国語話者を集めてマートルの言葉を通訳させる。マンディはスワンがメアリー殺害にかかわっていることを疑い問い詰める。マラディは記者を装って警察を探りマンディに逮捕される。アニーは浮上する円盤を操るニンブル・ジャックに出会う。アマリアはマッセン卿に会い、タッチトは数年前の疫病の犠牲者であると示唆されメアリー殺人への関与をほのめかされる。ルーシーの提案で、アマリアとアニーとともにマッセンの武器保管庫に押し入るが空である。アマリアはルーシーがスパイであると非難して追放し、本当の武器保管庫を聞きだして破壊する。救護院では、ハリエットがメアリーの言葉をアマリアに聞かせる。 |                                |                    |                  |               |       |
| 5 | "公開処刑" "Hanged"            | ジョス・ウェドン   | Melissa Iqbal    | 2021年5月9日  | 0.570 |
| マラディは政府の意向で公開処刑を宣告される。ヘイグは輝く珠ガランティのひび割れに気づく。マッセン卿は貧民王と共謀し、処刑とともにロンドンに混乱をもたらそうと計画する。アマリアはガランティを奪おうとし、ぺナンスはマラディを救出しようとして、救護院のタッチトたちは二手に分かれる。公開処刑の場で、マラディは自ら死を選んで救出は失敗する。これを合図にマラディの手下が暴動を起こす。アマリアのガランティ強奪も失敗している。マンディは死んだマラディが偽物であり、記者のエフィー・ボイルがマラディであることに気づく。貧民王の手下もまた、街で暴動を起こす。 |                                |                    |                  |               |       |
| 6 | "真相" "True"                  | Zetna Fuentes      | Jane Espenson    | 2021年5月16日 | 0.552 |
| 第一章 ストライプ: 未来、荒廃した地球にはポータルを通って20体のエイリアン「ガランティ」が訪れ、その発する胞子により人々はガランティを理解できるようになっている。ガランティを救世主として奉じる惑星防衛連合軍と敵視する生命解放軍は戦う。1体を除いてガランティは生命解放軍に殺され、惑星防衛連合軍のストライプ兵士のゼファー・ナヴィーンは自殺を図る。最後のガランティは、ゼファーの意識とともにポータルを通って脱出する。 第二章 モリー: 19世紀末、モリー(アマリア・トルー)はパン職人として働き、結婚するも、夫に先立たれて借金を抱える。1896年、テムズ川に身投げするとガランティが現れてモリーを拾い上げる。 第三章 テムズ川のイカれ女 : ゼファーの意識がアマリアの中に入って目覚め、救護院でサラ（マラディ）と知り合いになる。アマリアは少し先の未来を見ることができ、他にも超能力を発揮する人々「タッチト」が出現している。アマリアはタッチトの医師であるカズンスと恋仲になり、タッチトを調査するヘイグに会う。ラヴィニアに出会い、救護院を運営するよう提案される。 第四章 トルー: 1899年、アマリアはガランティを奪おうとして失敗し、救護院に戻る。マラディ奪還に失敗したぺナンスに自分の正体と未来の話をする。                                                                                              |                                |                    |                  |               |       |

## 製作
シーズン1は当初全12話放送される予定だったが、原案者であるジョス・ウェドンが「自分の思い描いた通りにならなかった。」と言って早々と手を引いた結果、撮影遅延等のトラブルが相次ぎ、結局前半と後半に分けて6話ずつ配信される事になり、2021年4月11日より前半6話分が放送された。後半6話分は2022年に放送予定であったが、制作の遅れを取り戻せなかったことから、同年12月12日に打ち切りが発表された。